# Graphe de McGee
Le graphe de McGee est, en théorie des graphes, un graphe 3-régulier possédant 24 sommets et 36 arêtes.

## Propriétés

### Propriétés générales
Le diamètre du graphe de McGee, l'excentricité maximale de ses sommets, est 4, son rayon, l'excentricité minimale de ses sommets, est 4 et sa maille, la longueur de son plus court cycle, est 7. Il s'agit d'un graphe 3-sommet-connexe et d'un graphe 3-arête-connexe, c'est-à-dire qu'il est connexe et que pour le rendre déconnecté il faut le priver au minimum de 3 sommets ou de 3 arêtes.
Le graphe de McGee n'est pas planaire. En fait pour le dessiner sur un plan il faut nécessairement que plusieurs arêtes se croisent. Il est possible de le dessiner avec seulement 8 croisements et ce nombre est minimal. Avec ses 24 sommets, il est le plus petit graphe cubique nécessitant 8 croisements pour être dessiné sur le plan.

### Coloration
Le nombre chromatique du graphe de McGee est 3. C'est-à-dire qu'il est possible de le colorer avec 3 couleurs de telle façon que deux sommets reliés par une arête soient toujours de couleurs différentes mais ce nombre est minimal. Il n'existe pas de 2-coloration valide du graphe.
L'indice chromatique du graphe de McGee est 3. Il existe donc une 3-coloration des arêtes du graphe telle que deux arêtes incidentes à un même sommet soient toujours de couleurs différentes. Ce nombre est minimal.

### Propriétés algébriques
Le groupe d'automorphismes du graphe de McGee est un groupe d'ordre 32. Il n'agit pas transitivement sur l'ensemble des sommets du graphe mais forme deux orbites, l'une de longueur 8 et l'autre de longueur 16. Le graphe de graphe de McGee  est la plus petite cage cubique à ne pas être un graphe sommet-transitif.
Le polynôme caractéristique  de la matrice d'adjacence du graphe de McGee est : {\displaystyle (x-3)(x-2)^{3}x^{3}(x+1)^{2}(x+2)(x^{2}+x-4)(x^{3}+x^{2}-4x-2)^{4}}.